# Antonio Arias
José Antonio Arias Mujica (Santiago, 1944. október 9. –) chilei válogatott labdarúgó. 

## Pályafutása

### Klubcsapatban
1965 és 1968 között a CD Magallanes	csapatában játszott. 1969 és 1979 között az Unión Española játékosa volt, melynek színeiben 1973-ban, 1975-ben és 1977-ben megnyerte a chilei bajnokságot és 1975-ben bejutott csaqpatával a Copa Libertadores döntőjébe is, de ott alulmaradtak az argentin Independientével szemben. 1980-ban a Palestino csapatát erősítette. 

### A válogatottban
1967 és 1977 között 32 alkalommal szerepelt az chilei válogatottban. Részt vett az 1974-es világbajnokságon.

## Sikerei, díjai
Unión Española
- Chilei bajnok (3): 1973, 1975, 1977
- Copa Libertadores döntős (1): 1975

## Külső hivatkozások
- Antonio Arias adatlapja a National-Football-Teams.com oldalon (angolul)

- Antonio Arias (spanyol nyelven). solofutbol.cl
- Antonio Arias (német nyelven). kicker.de
- Antonio Arias adatlapja a worldfootball.net oldalon (angolul)